# Тентоа, Теварека
Теварека Тентоа (кириб. Tewareka Tentoa; род. в Онотоа, Кирибати — 3 ноября 2000, Кирибати) — политический деятель Кирибати. Вице-президент Кирибати (1994—2000).

## Биография
Теварека Тентоа родился в Онотоа на островах Гилберта. Был членом Палаты собрания Кирибати от Онотоа.
Занимал пост вице-президента Кирибати в течение двух сроков с 1994 по 2000 год при президенте Тебуроро Тито.
Тентоа написал книгу «Это Кирибати» (с англ. — «This is Kiribati»), опубликованную в 1982 году.
В 1983 году он был кандидатом на президентских выборах и занял четвёртое место. Был президентом партии «Рейтан Кирибати» и вновь претендовал на пост президента на выборах, состоявшихся 30 сентября 1994 года. На них Тентоа занял второе место с 18,3 % голосов после Тебуроро Тито.
Тентоа умер 3 ноября 2000 года, находясь на посту вице-президента во время своего второго срока. Его смерть произошла во время его выступления в парламенте. 17 ноября Тентоа сменил Бениамина Тинга.
Был женат на Бете Тентоа.